# Пароніми
Паро́німи (від дав.-гр. παρώνυμος — «близька назва») — це слова, досить близькі за звуковим складом і звучанням, але різні за значенням. Наприклад: білити і біліти; сильний і силовий, громадський і громадянський, дружний і дружній. Часто вони мають спільний корінь, а різняться лише суфіксом, префіксом чи закінченням. Незначна відмінність у вимові призводить до помилок, тому варто приділяти увагу вживанню малознайомих слів, додатково перевіряючи їхнє тлумачення.

## Класифікація

### За звуковим складом
За звуковим складом пароніми бувають:
- однокореневі — відрізняються лише суфіксами або префіксами: земний («пов'язаний із землею, земною сушею») — земельний («пов'язаний із землекористуванням») — земляний («зроблений із землі» — землистий «з частками землі»), («за кольором подібний до землі»); дільниця («адміністративно-територіальна або виробнича одиниця») — ділянка («земельна площа»), «сфера діяльності»; танк («бойова машина») — танкер («судно»); зв'язаний («з'єднаний вузлом»), («скріплений за допомогою мотузка, ланцюга») — пов 'язаний («закріплений», «поєднаний чимось спільним»); ефектний («вражаючий») — ефективний («з позитивними наслідками») — дефектний («зіпсований, з дефектом») — дефективний («ненормальний», «із психічними або фізичними вадами»); серцевий («анатомічно пов'язаний із серцем») — сердечний («пов'язаний із серцем», «щирий», «душевний») — сердешний «бідолашний»; вникати («намагатися зрозуміти суть чого-небудь») — уникати («прагнути бути осторонь чого-небудь»);
- різнокореневі — відрізняються одним-двома звуками: компанія («товариство») — кампанія («сукупність заходів»); ступінь («міра інтенсивності», «вчене звання») — степінь («добуток однакових співмножників»); промінь («смужка світла») — пломінь («полум'я»); талан («доля») — талант («обдарування»); розпещений («зіпсований надмірною увагою») — розбещений («морально зіпсований»); гучний («голосний») — бучний («пишний», «галасливий»); веліти («наказати») — воліти («хотіти»); гамувати («заспокоювати, приборкувати») — тамувати («задовольняти потребу в чомусь», «стримувати»).

### За лексичним значенням
За лексичним значенням пароніми бувають:
- Синонімічні: повідь — повінь, крапля — капля, слимак — слизняк, привабливий — принадливий, хиткий — хибкий, плоский — плаский, барабанити — тарабанити, линути — ринути, притаїтися — причаїтися, рипіти — скрипіти, радити — раяти;
- Антонімічні: лепський — кепський, прогрес — регрес, експорт — імпорт, еміграція — імміграція, густо — пусто;

- Семантично близькі: крикливий — кричущий, церемонний («манірний, проханий») — церемоніальний («урочистий, за певним розпорядком»), цегельний (пов'язаний з виробництвом цегли) — цегляний (зроблений з цегли), ніготь — кіготь, м'язи — в'язи, кіш («кошик») — ківш («черпак»), кристал — кришталь, орендар — орандар, пергамен («пергамент») — пергамін (ізоляційний матеріал);
- Семантично різні: газ — гас, глуз — глузд, орден — ордер, дипломат — дипломант, ефект — афект, палітура — політура.

## У виражальних засобах
Пароніми, як і омоніми, у художній літературі та в побуті використовуються для створення каламбурів — жартівливої гри слів: — «Сумніваюсь, чи ти козак чи кізяк, — засміявся задоволений своїм жартом Варчук» (М. Стельмах). «Страшніш від огненних геєн голодна хіть зажерливих гієн» (Б. Олійник). «Прийомний син барона був баран» (Л. Костенко). Нечесну приватизацію в народі називають «прихватизацією»; донощиків, що на вухо доносять, іменують «Навуходоносорами» (за ім'ям вавилонского царя Навуходоносора). Використання омонімів і паронімів як художніх та стилістичних засобів називається парономазією.
Разом із тим треба пам'ятати, що звукова, а іноді й значеннєва близькість паронімів може призвести до сплутування їх: незгоди («відсутність взаємопорозуміння, розбіжність у поглядах») і знегоди («нещастя, труднощі»); факт («подія, явище») і фактор («чинник, умова, причина»); уява («здатність уявляти») і уявлення («розуміння, поняття»); зумовити («спричинити») і обумовити («зробити застереження») тощо.

## Найпоширеніші пароніми української мови
Наведемо приклади 15 паронімічних пар, які часто уживані в українській мові:
1. експорт — імпорт;
2. еміграція — імміграція;
3. густо — пусто;
4. ніготь — кіготь;
5. м’язи — в’язи;
6. орден — ордер;
7. дипломат — дипломант;
8. ефект — афект;
9. палітура — політура;
10. крапля — капля;
11. компанія — кампанія;
12. привабливий — принадливий;
13. хиткий — хибкий;
14. притаїтися — причаїтися;
15. рипіти — скрипіти.

Звісно, що в українській мові набагато більше паронімічних пар, значення та написання яких необхідно вивчати та використовувати у своїй активній лексиці.